# Olinger Koloniemolen
De Olinger Koloniemolen of kortweg Olinger is een poldermolen bij het gehucht Laskwerd, even ten zuiden van Appingedam in de provincie Groningen.
De molen werd in 1900 gebouwd nadat een voorganger uit 1821 was afgebrand. Door de aanleg van het Eemskanaal is de voormalige Olingerpolder in een zuidelijk en een noordelijk deel verdeeld. De molen bemaalde het zuidelijke deel.
De molen is na enkele restauraties jarenlang in bedrijf gehouden door vrijwillige molenaars. In 2005 was de staat van onderhoud zo slecht dat het stilzetten van de molen noodzakelijk was. Van het wiekenkruis, dat is voorzien van zelfzwichting, werden de kleppen verwijderd en de windborden uitgenomen. In 2010 is de molen, met enig kunst en vliegwerk, weer tijdelijk draaivaardig gemaakt. Malen is vooralsnog nog niet mogelijk. De molen was jarenlang eigendom van de Molenstichting Fivelingo, de huidige eigenaar is Stichting De Groninger Poldermolens.